# 후쿠다 사키
후쿠다 사키(福田 沙紀, 1990년 9월 19일~)는 일본의 배우이자 가수, 탤런트이다.
구마모토현 구마모토시에서 태어났으며, 소속사는 오스카 프로모션이다.

## 내력
- 2004년 제10회 일본 미소녀 선발대회에서 연기부문을 수상하고, 미소녀 클럽 31 제2기 구성원으로 가입한 것을 계기로 연예계 생활을 시작했다.
- 2009년 《고스트 프렌즈》로 드라마 첫 주연(니시지마 타카히로와 공동 주연)을 맡았으며, 그 다음 분기에는 《메이드 형사》로 단독 주연을 맡으며 2분기 연속 드라마 주연을 맡았다. 또, 2007년에 활동 휴지한 가수 활동을 EMI 뮤직 재팬으로 이적하면서 재개했고, 개인적으로는 호리코시 고등학교(堀越高等學校)를 졸업했다.

## 출연

### 드라마
- 2004년 ~ 2005년 《3학년 B반 긴파치 선생》
- 2006년 《불신할 때: 우먼 워즈》 - 이토 아유미 역
- 2007년 《삼가 아룁니다 아버님》 - 사카시타 에리 역
- 2007년 《라이프》 - 안자이 마나미 역
- 2008년 《정말 좋아!!》 - 사와다 코토네 역
- 2009년 《고스트 프렌즈》 - 아스카(주연) 역
- 2009년 《메이드 형사》 주연: 와카츠키 아오이(주연) 역
- 2010년 《비밀관계: 선생님은 동거인》 - 사와무라 치나츠 역
- 2010년 《SPEC: 경시청 공안부 공안 제5과 미상 사건 특별 대책계 사건부》 - 시무라 미레이 역
  - 2012년 《스페셜 드라마 SPEC: 상》
- 2011년 《쿼텟》 - 슌(주연) 역
- 2011년 《IS: 남자도 여자도 아닌 성》 - 호시노 하루(공동 주연) 역
- 2011년 《런어웨이~사랑하는 너를 위해서》 - 사사오카 유키 역
- 2012년 《W의 비극》 - 다치바나 키라라 역
- 2012년 《리갈 하이》 - 야마우치 하나에(아라카와 보니타) 역
- 2012년 《타이라노 키요모리》 - 야에히메 (이토 스케치카의 딸) 역

### 영화
- 2008년 《케로로 더 무비: 케로로 vs 케로로 천공대결전》
- 2008년 《벚꽃 동산》
- 2009년 《얏타맨》
- 2012년 《극장판 SPEC: 천》 - 시무라 미레이 역

## 음반 목록

### 싱글
- 〈어택 No.1 2005〉 (アタックNo.1 2005, 2005년 5월 18일)
TV 애니메이션 《어택 No.1》 여는 곡을 커버한 노래로, 소속사 선배인 우에토 아야가 주연한 드라마 《어택 No.1》의 여는 곡으로 사용됐다.
- 〈하나타바오 구다사이〉 (花束を下さい, 2005년 9월 7일)
- 〈시아와세노 텔레파시〉 (幸せのテレパシー, 2005년 12월 14일)
- 〈굿 바이 마이 러브〉 (グッド・バイ・マイ・ラブ, 2006년 8월 2일)
- 〈유메소라〉 (夢空~ゆめそら~, 2007년 3월 7일)
- 〈아스에노히카리〉 (明日への光, 2009년 8월 12일)
- 〈Spring for You〉 (2010년)
- 〈Snow Rain〉 (2010년)

### 정규 음반
- 《Sakippo》 (2006년 9월 6일)
- 《Voice》 (2010년 3월 3일)